# Ingenbohl
Ingenbohl es una comuna suiza del cantón de Schwyz, situada en el distrito de Schwyz, en la rivera superior del lago de los Cuatro Cantones. Limita al norte con la comuna de Lauerz, al este con Schwyz, al sur con Morschach, Seelisberg (UR) y Emmetten (NW), y al occidente con Gersau.

## Transportes
Ferrocarril
En la localidad de Brunnen, situada dentro de esta comuna, existe una estación de ferrocarril donde paran trenes que permiten viajar a destinos regionales y nacionales.